# Perdita separata
Perdita separata är en biart som beskrevs av Timberlake 1960. Perdita separata ingår i släktet Perdita och familjen grävbin. Inga underarter finns listade i Catalogue of Life.